# Metal Hammer Awards
Der Metal Hammer Award ist ein deutscher Musikpreis und wird vom deutschen Metalmagazin Metal Hammer zwischen 2009 und 2018 sowie ab 2024 jährlich vergeben. Der Preis ist nicht zu verwechseln mit den Metal Hammer Golden Gods Awards des britischen Metal Hammer.

## Allgemeines
Anlässlich des 25-jährigen Jubiläums des Magazins wurden im Jahre 2009 erstmals die Metal Hammer Awards vergeben. Über die Preisvergabe entscheidet eine vom Magazin ausgesuchte Jury aus Musikern, die Redaktion und die Leser des Magazins. Neben Preisen in den Kategorien bestes Album, bestes Debütalbum, beste deutsche Band, beste internationale Band werden Preise in den Kategorien Legende, God of Riff (bester Gitarrist), Metal Anthem (bestes Lied), Up and Coming (bester Newcomer) sowie Maximum Metal (beste Persönlichkeit) verliehen. Bei der ersten Preisverleihung im Jahre 2009 wurden zusätzlich noch Preise für den besten Internetauftritt und die größte Fannähe verliehen.

## Kategorien
Abgestimmt kann jedes Jahr in zehn Kategorien (2009 zwölf Kategorien). Diese definieren/definierten sich wie folgt:
Bestes Album: Als Basis für die Entscheidungen sollen die vom Metal Hammer veröffentlichten Reviews zu Musikalben dienen, von denen jeden Monat über 100 veröffentlicht werden. 2009 konnte für alle Alben votiert werden, die von Januar 2008 bis Sommer 2009 erschienen sind. Seitdem beginnt der gültige Veröffentlichungszeitraum im Sommer des Vorjahres einer Awardverleihung und endet etwa ein Jahr später im Sommer unmittelbar vor einer Verleihung.
Beste deutsche Band: Gestimmt werden soll für deutsche Bands, „die die internationale Szene nachhaltig beeinflussen sowie im Ausland große Erfolge feiern“.
Beste internationale Band: Abgestimmt werden soll für die beste nichtdeutsche Band.
Legende: In dieser Kategorie wird eine Person gesucht, die die Metal-Szene nachhaltig prägte, so dass sie auch noch in der Zukunft als bedeutende Person für diese Musik angesehen werden dürfte.
Riff-Gott: Gewählt werden soll in dieser Kategorie der beste Gitarrist einer Awardperiode.
Beste Live Band: Insbesondere bei dieser Kategorie geht es um den Momentanen Eindruck der Bands. Entscheidend sind in erster Linie nur die Performances in der jeweiligen Awardperiode.
Metal-Hymne 20xx: Abgestimmt werden soll für das beste, bzw. eingängigste Metallied einer jeweiligen Awardperiode.
Aufsteiger 20xx: Ermittelt werden soll die beste Newcomerband einer Awardperiode. Es sollen sowohl der subjektive Eindruck der Live-Qualitäten als auch der Musik selbst miteinbezogen werden.
Bestes Debüt: In dieser Kategorie zählen nur die Alben an sich von Newcomerbands.
Maximum Metal-Band: Entschieden werden soll, welche Band das Metal-Hammer-Motto Maximum Metal! „am Überzeugendsten auf und abseits der Bühne lebt.“
Beste Online-Präsenz: In dieser nur 2009 freigeschalteten Kategorie galt es, für den ansprechendsten und besten Webauftritt einer Band zu votieren.
Größte Fannähe: Ebenfalls nur 2009 vergeben wurde hier die Band gekürt, die sich am Fannähesten zeigte und so in der Öffentlichkeit einen bleibenden Eindruck hinterlassen hat.

## Die Preisträger

### 2009
Die Preisverleihung fand im Rahmen des Wacken-Open-Air-Festivals statt. Moderiert wurde die Veranstaltung von der Holy-Moses-Sängerin Sabina Classen. Die Musikerjury bestand unter anderem aus Scott Ian (Anthrax), Mauricio Iacono (Kataklysm), Angela Gossow (Arch Enemy), Lee Dorian (Cathedral), Gregor Mackintosh (Paradise Lost), Barney Greenway (Napalm Death), Marcel „Schmier“ Schirmer (Destruction), Ivar Bjørnson (Enslaved) sowie Marcus Bischoff (Heaven Shall Burn).
- Legende: Peter „Biff“ Byford (Saxon)
- God of Riffs: Tony Iommi (Black Sabbath)
- Bestes Album: Metallica – Death Magnetic
- Bestes Debütalbum: Airbourne – Runnin’ Wild
- Beste deutsche Band: Subway to Sally
- Beste internationale Band: Iron Maiden
- Beste Liveband: Amon Amarth
- Metal Anthem: Heaven Shall Burn – Endzeit
- Aufsteiger: Volbeat
- Maximum Metal-Band: Grand Magus
- Beste Onlinepräsenz: Slipknot
- Größte Fannähe: Anthrax

### 2010
Die Preisverleihung fand am 5. August 2010 im Rahmen des Wacken-Open-Air-Festivals statt. Moderiert wurde die Veranstaltung vom Destruction-Sänger und -bassisten Marcel „Schmier“ Schirmer und dem damaligen Chefredakteur Christof Leim. Die Musikerjury setzte sich aus Scott Ian (Anthrax), Schmier (Destruction), Jeff Waters (Annihilator), Joel Stroetzel (Killswitch Engage), Tim „Ripper“ Owens (Beyond Fear) und Tom Angelripper (Sodom).
- Legende: Ronnie James Dio
- God of Riffs: Kerry King (Slayer)
- Bestes Album: Rammstein – Liebe ist für alle da
- Bestes Debütalbum: Steel Panther – Feel the Steel
- Beste deutsche Band: Blind Guardian
- Beste internationale Band: Motörhead
- Beste Liveband: Iron Maiden
- Metal Anthem: Behemoth – Ov Fire and the Void
- Up and Coming: Eluveitie
- Maximum Metal: Anvil und Doro

### 2011
Die Preisverleihung fand am 12. September 2011 im Berliner Kesselhaus in der Kulturbrauerei statt. Moderiert wurde die Veranstaltung von den J.B.O.-Sängern und -Gitarristen Vito C. und Hannes Holzmann. Vor rund 700 Zuschauern aus ganz Deutschland traten als Livebands an dem Abend Audrey Horne, Primal Fear, Caliban und Die Apokalyptischen Reiter auf. Als einziger Stargast, der nicht aus dem Musikbereich stammt, war an dem Abend der Schwimmer und Metalfan Paul Biedermann anwesend, der Amon Amarth den Preis für ihr Album Surtur Rising überreichte.
- Legende: Lars Ulrich (Metallica)
- God of Riffs: Mille Petrozza (Kreator)
- Bestes Album: Amon Amarth – Surtur Rising
- Bestes Debütalbum: Kvelertak – Kvelertak
- Beste deutsche Band: Heaven Shall Burn
- Beste internationale Band: Volbeat
- Beste Liveband: In Flames
- Metal Anthem: Accept – Teutonic Terror
- Up and Coming: Audrey Horne
- Maximum Metal: Adam „Nergal“ Darski (Behemoth)

### 2012

#### Übersicht
Die Preisverleihung fand am 14. September 2012 im Berliner Kesselhaus statt. Moderiert wurde die Veranstaltung von Angela Gossow (Arch Enemy) und Jakob Kranz. Die Musikerjury setzte sich aus Robb Flynn (Machine Head), Phil Anselmo (Down), Tim Lambesis (As I Lay Dying), Winston McCall (Parkway Drive), Adam Michał „Nergal“ Darski (Behemoth), Michael Amott (Arch Enemy), Marc Görtz (Caliban), Mitch Lucker (Suicide Silence), Chuck Billy (Testament), Michael Rhein (In Extremo), Matthew Heafy (Trivium) zusammen. Als Livebands traten an dem Abend Sabaton, Eluveitie, Callejon und Madison Affair, die im Newcomer-Onlinevoting auf metal-hammer.de als Gewinner hervorgingen, auf.
- Legende: Corey Taylor (Slipknot, Stone Sour)
- God of Riff: Michael Amott (Arch Enemy)
- Bestes Album: In Flames – Sounds of a Playground Fading
- Bestes Debütalbum: While She Sleeps – This Is the Six
- Beste deutsche Band: Rammstein
- Beste internationale Band: Machine Head
- Beste Liveband: Sabaton
- Metal Anthem: Cannibal Corpse – Scourge of Iron
- Up and Coming: Graveyard
- Maximum Metal: Vinnie Paul (Hellyeah)

#### Nominierte
| Metal Anthem | Up and Coming | Best German                                                                                               |
| --- | --- | --- |
| - Cannibal Corpse – Scourge of Iron - Megadeth – ? - Nightwish – ? - Sabaton – ? - Trivium – ?                                                        | - Asking Alexandria - Ghost - Graveyard - Suicide Silence - We Butter the Bread with Butter                              | - Accept - Callejon - Kreator - Rammstein - Subway to Sally                                               |
| Best Debut | Best Live-Band | Best International Band                                                                                   |
| - Huntress – Speel Eater - Kill Devil Hill – Kill Devil Hill - Unisonic – Unisonic - Vallenfyre – A Fragile King - While She Sleeps – This Is the Six | - Behemoth - Frei.Wild - Heaven Shall Burn - Parkway Drive - Sabaton                                                     | - Arch Enemy - Iron Maiden - Machine Head - Nightwish - Sabaton                                           |
| Best Album | God of Riffs | Legende                                                                                                   |
| - Asphyx – Deathhammer - In Flames – Sounds of a Playground Fading                                                                                    | - Michael Amott (Arch Enemy) - Kai Hansen (Gamma Ray) - Dave Mustaine (Megadeth) - John Petrucci (Dream Theater) - Slash | - Alice Cooper - James Hetfield (Metallica) - Ozzy Osbourne - Slash - Corey Taylor (Slipknot, Stone Sour) |

### 2013

#### Übersicht
Die Preisverleihung fand am 13. September 2013 im Berliner Kesselhaus statt. Moderiert wurde die Veranstaltung vom Asphyx-Sänger Martin van Drunen. Als Livebands traten Kreator, Powerwolf, While She Sleeps und Dust Bolt auf. Die Musikerjury setzte sich aus Chris Boltendahl (Grave Digger), Adam Dutkiewicz (Killswitch Engage), Mikael Åkerfeldt (Opeth), Shagrath (Dimmu Borgir), Jill Janus (Huntress), Cristina Scabbia (Lacuna Coil), Chrigel Glanzmann (Eluveitie), Joakim Broden (Sabaton) und Alex Webster (Cannibal Corpse) zusammen.
- Legende: Doro Pesch
- God of Riff: Jeff Hanneman (Slayer)
- Bestes Album: Amorphis – Circle
- Bestes Debütalbum: Year of the Goat – Angels’ Necropolis
- Beste deutsche Band: Avantasia
- Beste internationale Band: Nightwish
- Beste Liveband: Metallica
- Metal Anthem: Callejon – Porn from Spain 2
- Up and Coming: Eskimo Callboy
- Maximum Metal: Motörhead

#### Nominierte
| Metal Anthem | Up and Coming | Best German |
| --- | --- | --- |
| - Amorphis – Hopeless Days - Avantasia – Invoke the Machine - Bring Me the Horizon – Shadow Moses - Callejon – Porn from Spain 2 - Ghost – Secular Haze - Heaven Shall Burn – Valhalla - Hypocrisy – End of Disclosure - Kreator – Phantom Antichirst - Kvelertak – Bruane Brenn - Parkway Drive – Wild Eyes - Stone Sour – Gone Sovereign - Testament – Native Blood - Volbeat – Room 24            | - Dr. Living Dead! - Dust Bolt - Eskimo Callboy - Ghost - Huntress - Kadavar - Kissin’ Dynamite - Long Distance Calling - Lost Society - Orchid - Red Fang - Thy Art Is Murder - Der Weg einer Freiheit | - Avantasia - Caliban - Callejon - Destruction - Doro - Heaven Shall Burn - Helloween - Kreator - Powerwolf - Saltatio Mortis - Sodom - U.D.O. - Der W |
| Best Debut | Best Live-Band | Best International Band |
| - Alpha Tiger – Beneath the Surface - Attic – The Invocation - Axewound – Vultures - Device – Device - Dust Bolt – Violent Demolition - Essence – Last Night of Solace - God Seed – I Begin - Heaven’s Basement – Filthy Empire - Obey the Brave – Young Blood - Orchid – The Mouth of Madness - The Resistance – Scars - Year of the Goat – Angels’ Necropolis                                      | - Amon Amarth - Avantasia - Callejon - In Flames - Iron Maiden - Killswitch Engage - Kreator - Metallica - Morbid Angel - Paradise Lost - Parkway Drive - Powerwolf - Testament | - Amorphis - As I Lay Dying - Bring Me the Horizon - Bullet for My Valentine - Finntroll - Killswitch Engage - Lacuna Coil - Motörhead - Nightwish - Stone Sour - Testament - Trivium - Wintersun |
| Best Album | God of Riffs | Legende |
| - Amorphis – Circle - Audrey Horne – Youngblood - Baroness – Yellow & Green - Enslaved – RIITIIR - Grand Magus – The Hunt - Heaven Shall Burn – Veto - Helloween – Straight Out of Hell - Hypocrisy – End of Disclosure - Killswitch Engage – Disarm the Descent - Kreator – Phantom Antichrist - Stone Sour – House of Gold & Bones – Part 1 - Testament – Dark Roots of Earth - Wintersun – Time I | - John Baizley (Baroness) - Anders Björler (At the Gates) - Janne Christofferson (Grand Magus) - Jeff Hanneman (Slayer) - James Hetfield (Metallica) - Wolf Hoffmann - Patrik Jensen (The Haunted) - Steffen Kummerer (Obscura) - Alexi Laiho (Children of Bodom) - James Root (Slipknot) - Hank Sherman - Slash - Maik Weichert (Heaven Shall Burn) | - Abbath (Immortal) - Phil Anselmo - Joey DeMaio (Manowar) - Bruce Dickinson (Iron Maiden) - Johan Hegg (Amon Amarth) - James Hetfield (Metallica) - Lemmy Kilmister (Motörhead) - Mitch Lucker (Suicide Silence) - Klaus Meine (Scorpions) - Ozzy Osbourne - Doro Pesch - Dee Snider (Twisted Sister) |

### 2014

#### Übersicht
Die Preisverleihung fand am 12. September 2014 im ausverkauften Berliner Kesselhaus statt. Moderiert wurde die Veranstaltung von Doro Pesch und Martin Kesici. Als Livebands spielten Blind Guardian, Paradise Lost, Deadlock und Reactory. Die Jury besteht auf Scott Lewis (Carnifex), Simone Simons (Epica), Floor Jansen (Nightwish), Kai Hansen (Gamma Ray), Andreas Kisser (Sepultura), Jacoby Shaddix (Papa Roach), Tosin Abasi (Animals as Leaders), Zoltán Báthory (Five Finger Death Punch) und Marcel Neumann (We Butter the Bread with Butter).
- Legende: Cronos (Venom)
- God of Riffs: Björn Gelotte (In Flames)
- Bestes Album: In Extremo – Kunstraub
- Bestes Debütalbum: Beastmilk – Climax
- Beste deutsche Band: Böhse Onkelz
- Beste internationale Band: Amon Amarth
- Beste Liveband: Within Temptation
- Metal Anthem: Arch Enemy – War Eternal
- Up and Coming: Insomnium
- Maximum Metal: Helloween
- Maximum Z: Thorsten Zahn

Alle Preisträger waren anwesend, einzig Rammstein-Gitarrist Richard Kruspe war verhindert. METAL HAMMER-Chefredakteur Thorsten Zahn wurde von der Redaktion mit dem „Maximum Z“-Award überrascht: Im Oktober 2014 feiert er 15-jährige METAL HAMMER-Zugehörigkeit.

#### Nominierte
| Metal Anthem | Up and Coming | Best German |
| --- | --- | --- |
| - Arch Enemy – War Eternal - Avenged Sevenfold – Shepherd of Fire - Behemoth – Ben Sahar - Black Sabbath – God Is Dead? - Carcass – Unfit for Human Consumption - Five Finger Death Punch – Lift Me Up - Grand Magus – Triumph and Power - Heaven Shall Burn – Valhalla - Sabaton – To Hell and Back - Trivium – Brave This Storm                                                      | - Avatarium - Avenged Sevenfold - Five Finger Death Punch - Beastmilk - Blues Pills - Insomnium - Kadavar - Lost Society - Newsted - Trollfest | - Accept - Böhse Onkelz - Caliban - Edguy - Gamma Ray - Helloween - In Extremo - Kreator - Powerwolf - Sodom |
| Best Debut | Best Live-Band | Best International Band |
| - Anti-Mortem – New Southern - Avatarium – Avatarium - Beastmilk – Climax - Devil You Know – The Beauty of Destruction - Killer Be Killed – Killer Be Killed - Mantar – Death by Burning - Mount Salem – Endless - Scar the Martyr – Scar the Martyr - The Vintage Caravan – Voyage - Vista Chino – Peace                                                                              | - Avenged Sevenfold - Behemoth - Böhse Onkelz - Five Finger Death Punch - In Extremo - Powerwolf - Steel Panther - Subway to Sally - Volbeat - Within Temptation | - Amon Amarth - Avenged Sevenfold - Behemoth - Black Sabbath - Five Finger Death Punch - In Flames - Sabaton - Satyricon - Slipknot - Trivium                                                                                       |
| Best Album | God of Riffs | Legende |
| - Avenged Sevenfold – Hail to the King - Behemoth – The Satanist - Black Sabbath – 13 - Edguy – Space Police – Defenders of the Crown - Five Finger Death Punch – The Wrong Side of Heaven and the Righteous Side of Hell, Pt. 1 - Gamma Ray – Empire of the Undead - Grand Magus – Triumph and Power - In Extremo – Kunstraub - Trivium – Vengeance Falls - Within Temptation – Hydra | - Anders Björler (At the Gates) - Phil Campbell (Motörhead) - Thomas Gabriel Fischer (Triptykon) - Björn Gelotte (In Flames) - Matthew Heafy (Trivium) - Brent Hinds (Mastodon) - Gary Holt (Exodus, Slayer) - James Root (Slipknot) - Bill Steer (Carcass) - Zakk Wylde | - Phil Anselmo (Pantera) - Alice Cooper - Cronos (Venom) - Angela Gossow (Arch Enemy) - Tony Iommi (Black Sabbath) - Judas Priest - Lemmy Kilmister (Motörhead) - Mötley Crüe - Rudolf Schenker (Scorpions) - Oderus Urungus (Gwar) |

### 2015

#### Übersicht
Die Preisverleihung fand am 18. September 2015 im Berliner Kesselhaus statt. Moderiert wird die Veranstaltung von Liv Kristine, Alexander Krull und Kate Kaputto . Als Livebands spielten Within Temptation, Soilwork, Insomnium und Delain.
- Legende: Chuck Schuldiner (Death)
- Riffgott: André Olbrich (Blind Guardian)
- Bestes Album: Paradise Lost – The Plague Within
- Bestes Debütalbum: Beyond the Black – Songs of Love and Death
- Beste deutsche Band: Powerwolf
- Beste internationale Band: Slayer
- Beste Liveband: Heaven Shall Burn
- Metal Anthem: Nightwish – Shudder Before the Beautiful
- Aufsteiger: Battle Beast
- Maximum Metal: Hammerfall

#### Nominierte
| Metal Anthem | Up and Coming | Best German |
| --- | --- | --- |
| - Accept – Fall of the Empire - AC/DC – Play Ball - At the Gates – At War with Reality - Blind Guardian – The Ninth Wave - Enslaved – Thurisaz Dreaming - Mastodon – The Motherload - Nightwish – Shudder Before the Beautiful - Paradise Lost – No Hope in Sight - Rise of the Northstar – Samurai Spirit - Slipknot – The Devil in I                          | - Architects of Chaoz - Battle Beast - Beyond the Black - Civil War - Deserted Fear - Downfall of Gaia - Mantar - Rise of the Northstar - Sólstafir - Tribulation | - Accept - Böhse Onkelz - Callejon - Edguy - Emigrate - Gamma Ray - Helloween - Powerwolf - Scorpions - Sodom             |
| Best Debut | Best Live-Band | Best International Band                                                                                                   |
| - Architects of Chaoz – League of Shadows - Beyond the Black – Songs of Love and Death - Blues Pills – Blues Pills - Devilment – The Great and Secret Show - The Gentle Storm – The Diary - The German Panzer – Send Them All to Hell - King 810 – Memories of a Murderer - Lindemann – Skills in Pills - Rise of the Northstar – Welcame - Wovenwar – Wovenwar | - Accept - AC/DC - Arch Enemy - Böhse Onkelz - Death to All - Heaven Shall Burn - Nightwish - Sabaton - Slayer - Slipknot | - AC/DC - Black Sabbath - In Flames - Judas Priest - Machine Head - Nightwish - Paradise Lost - Slash - Slayer - Slipknot |
| Best Album | God of Riffs | Legende |
| - Accept – Blind Rage - At the Gates – At War with Reality - Blind Guardian – Beyond the Red Mirror - Enslaved – In Times - Hammerfall – (r)Evolution - Judas Priest – Redeemer of Souls - Mastodon – Once More ’Round the Sun - Nightwish – Endless Forms Most Beautiful - Paradise Lost – The Plague Within - Slipknot – .5: The Gray Chapter                 | - Anders Björler (At the Gates) - Phil Campbell (Motörhead) - Oscar Dronjak (Hammerfall) - Brent Hinds (Mastodon) - Gary Holt (Exodus, Slayer) - Matthias Jabs (Scorpions) - André Olbrich (Blind Guardian) - James Root (Slipknot) - Slash - Fredrik Thordendal (Meshuggah) | - keine Nominierungen |

### 2016

#### Übersicht
Die Preisverleihung fand am 16. September 2016 im Berliner Kesselhaus statt. Moderiert wurde die Veranstaltung von Alexander Wesselsky. Als Liveband traten Heaven Shall Burn, Sodom und Bombus auf.
- Legende: Lemmy Kilmister (Motörhead)
- Riffgott: Phil Campbell (Motörhead)
- Bestes Album: Avantasia – Ghostlights
- Bestes Debütalbum: Abbath – Abbath
- Beste deutsche Band: Kreator
- Beste internationale Band: Lacuna Coil
- Beste Liveband: Steel Panther
- Metal Anthem: Dark Funeral – As One We Shall Conquer
- Up and Coming: Avatarium
- Maximum Metal: Udo Dirkschneider

#### Nominierte
| Metal Anthem | Up and Coming                                                                         | Best German |
| --- | ------------------------------------------------------------------------------------- | --- |
| - Amon Amarth – First Kill - Avantasia – Mystery of a Blood Red Rose - Dark Funeral – As One We Shall Conquer - Grand Magus – Forged in Iron – Crowned in Steel - Trivium – Silence in the Snow | - Avatarium - Deserted Fear - Fjørt - Mantar - Mgła - Monster Truck - Ram             | - Accept - Avantasia - Doro - In Extremo - Kreator |
| Best Debut | Best International Band                                                               | Legend |
| - Abbath – Abbath - Almanac – Tsar - Firespawn – Shadow Realm - Grave Pleasures – Dreamcrash - Sinsaneum – Echoes of the Tortured                                                               | - Bolt Thrower - Bring Me the Horizon - Lacuna Coil - Mastodon - Sepultura - Slipknot | - Udo Dirkschneider - Lemmy Kilmister (Motörhead) - Dave Mustaine (Megadeth) - Ozzy Osbourne - Malcolm Young (AC/DC)                                   |
| Best Album | Best Live-Band                                                                        | God of Riffs |
| - Amon Amarth – Jomsviking - Avantasia – Ghostlights - Ghost – Meliora - Iron Maiden – The Book of Souls - Parkway Drive – Ire - Sabaton – The Last Stand                                       | - AC/DC - Black Sabbath - Dirkschneider - Iron Maiden - Powerwolf - Steel Panther     | - A Nameless Ghoul (Ghost) - Phil Campbell (Motörhead) - Arve Isdal (Audrey Horne, Enslaved) - Peter Tägtgren - Jeff Waters (Annihilator) - Zakk Wylde |

### 2017

#### Übersicht
Die Preisverleihung fand am 15. September 2017 im Berliner Kesselhaus statt. Als Liveband traten In Extremo, Orden Ogan und die Newcomervoting-Gewinner Oversense auf. Wie im Vorjahr wurde die Preisverleihung, erstmals erweitert um Backstage-Impressionen und Interviews mit Gästen und Preisträgern, via Facebook live im Internet übertragen. Zu den Laudatoren und Ehrengästen gehörten Musiker von Tankard, Sabaton, Forever Still, Amorphis, Morgoth und Gloryhammer sowie Prominente aus den Bereichen Sport und Medien, u. a. Paul Biedermann, Andreas Hoppe und Stefan Marquard. Alle Preisträger nahmen den Preis auf der Veranstaltung persönlich entgegen, nur Metallica befanden sich gleichzeitig auf Tour und schickten eine Videobotschaft.
- Legende: Barney Greenway (Napalm Death)
- Riffgott: Gus G (Firewind, Ozzy Osbourne)
- Bestes Album: Heaven Shall Burn – Wanderer
- Bestes Debütalbum: Dool – Here Now, There Then
- Beste deutsche Band: Sodom
- Beste internationale Band: Metallica
- Beste Liveband: In Extremo
- Metal Anthem: Ghost – Square Hammer
- Up and Coming: Night Demon
- Maximum Metal: Wacken Open Air

#### Nominierte
| Metal Anthem | Up and Coming | Best German |
| --- | --- | --- |
| - Battle Beast – Bastard Son of Odin - Evocation – Survival of the Sickest - Ghost – Square Hammer - God Dethroned – On the Wrong Side of the Wire - Hammerfall – Hammer High - In Flames – The End - Kreator – Gods of Violence - Mastodon – Show Yourself - Sabaton – Sparta - Testament – Brotherhood of the Snake | - Amaranthe - Attila - Carach Angren - Devilment - Downfall of Gaia - Gloryhammer - Gold - Night Demon - Orden Ogan - Twilight Force   | - Accept - Grave Digger - Helloween - Heaven Shall Burn - In Extremo - Kissin’ Dynamite - Mantar - Saltatio Mortis - Scorpions - Sodom |
| Best Debut | Best International Band | Legend |
| - As Lions – Selfish Age - Dool – Here Now, There Then - The Doomsday Kingdom – The Doomsday Kingdom - Forever Still – Tied Down - Gone Is Gone – Echolocation - Invidia – As the Sun Sleeps - Memoriam – For the Fallen - The Raven Age – Darkness Will Rise - The Unity – Unity - Zeal & Ardor – Devil Is Fine      | - Arch Enemy - Behemoth - Five Finger Death Punch - Ghost - Manowar - Memoriam - Meshuggah - Metallica - Stone Sour - System of a Down | - Ritchie Blackmore - Alice Cooper - Joey DeMaio (Manowar) - King Diamond - Barney Greenway (Napalm Death) - Rob Halford (Judas Priest) - James Hetfield (Metallica) - Scott Ian (Anthrax) - Tony Iommi (Black Sabbath) - Ozzy Osbourne        |
| Best Album | Best Live-Band | God of Riffs |
| - Blues Pills – Lady in Gold - God Dethroned – The World Ablaze - Gojira – Magma - Heaven Shall Burn – Wanderer - Kreator – Gods of Violence - Mastodon – Emperor of Sand - Meshuggah – The Violent Sleep of Reason - Metallica – Hardwired…to Self-Destruct - Sodom – Decision Day - Stone Sour – Hydrograd          | - Accept - Amon Amarth - Ghost - In Extremo - Iron Maiden - Korn - Max & Igor Cavalera - Powerwolf - Rammstein - Sabaton               | - Oscar Dronjak (Hammerfall) - Gus G. - Wolf Hoffmann (Accept) - Esa Holopainen (Amorphis) - Scott Ian (Anthrax) - Rudolf Schenker (Scorpions) - Peter Tägtgren - Maik Weichert (Heaven Shall Burn) - Michael Weikath (Helloween) - Zakk Wylde |

### 2018

#### Übersicht
Die Preisverleihung fand am 14. September 2018 im Berliner Kesselhaus statt. Als Liveband traten Dirkschneider, Night Demon, King Creature und Thunder and Lightning auf.
- Legende: Dimebag Darrell und Vinnie Paul
- Riffgott: Alexi Laiho (Children of Bodom)
- Bestes Album: Powerwolf – The Sacrament of Sin
- Bestes Debütalbum: Phil Campbell and the Bastard Sons – The Age of Absurdity
- Beste deutsche Band: Kissin’ Dynamite
- Beste internationale Band: Arch Enemy
- Beste Liveband: Dirkschneider
- Metal Anthem: Dimmu Borgir – Interdimensional Summit
- Up and Coming: Cypecore
- Maximum Metal: David Draiman (Disturbed) und Judas Priest

#### Nominierte
| Metal Anthem | Up and Coming | Beste deutsche Band |
| --- | --- | --- |
| - Die Apokalyptischen Reiter – Der rote Reiter - Arch Enemy – The World Is Yours - At the Gates – To Drink from the Night Itself - Diablo Blvd – Sing from the Gallows - Dimmu Borgir – Interdimensional Summit - Judas Priest – Firepower - Orphaned Land – Like Orpheus - Parkway Drive – Prey - Visigoth – Warrior Queen | - Ancst - Cypecore - Gloryhammer - Harakiri for the Sky - Lik - Myrkur - The Night Flight Orchestra - Twilight Force - Visigoth - Zeal & Ardor          | - Die Apokalyptischen Reiter - Caliban - Destruction - Eisbrecher - Feuerschwanz - Pumpkins United - J.B.O. - Kadavar - Kissin’ Dynamite - Running Wild - Saltatio Mortis - Michael Schenker                                                                                         |
| Bestes Debütalbum | Beste internationale Band | Legende |
| - Beast in Black – Berserker - Phil Campbell and the Bastard Sons – The Age of Absurdity - Cyhra – Letters to Myself - Legend of the Seagullmen – Legend of the Seagullmen - Light the Torch – Revival - The Lurking Fear – Out of the Voiceless Grave - Prophets of Rage – Prophets of Rage - Sons of Apollo – Psychotic Symphony - Vuur – In This Moment We Are Free – Cities - We Sell the Dead – Heaven Doesn’t Want You and Hell Is Full | - Arch Enemy - Cannibal Corpse - Five Finger Death Punch - Ghost - Hammerfall - Hollywood Vampires - Judas Priest - Ross the Boss - Satyricon - Volbeat | - Jeff Becerra (Possessed) - Alice Cooper - Warrel Dane - Dimebag Darrell & Vinnie Paul (ex-Pantera) - Bruce Dickinson (Iron Maiden) - Thomas Gabriel Fischer (Triptykon) - Brian Johnson (AC/DC) - Ozzy Osbourne - Ross the Boss - Glenn Tipton (Judas Priest)                      |
| Bestes Album | Beste Liveband | Riffgott |
| - Accept – The Rise of Chaos - Amorphis – Queen of Time - Arch Enemy – Will to Power - At the Gates – To Drink from the Night Itself - Dimmu Borgir – Eonian - Five Finger Death Punch – And Justice for None - Ghost – Prequelle - Judas Priest – Firepower - Kataklysm – Meditations - Paradise Lost – Medusa - Powerwolf – The Sacrament of Sin - Trivium – The Sin and the Sentence                                                       | - Böhse Onkelz - Dirkschneider - Doro - Five Finger Death Punch - Iron Maiden - Manowar - Parkway Drive - Pumpkins United - Slayer - Testament          | - Anders Björler (At the Gates) - Alexi Laiho (Children of Bodom) - Paul Landers (Rammstein) - Jeff Loomis (Arch Enemy) - Jen Majura (Evanescence) - Axel Rudi Pell - Michael Schenker - Alexander Scholpp (Tarja Turunen) - Glenn Tipton (Judas Priest) - Jeff Waters (Annihilator) |

### 2019 bis 2023
Die Preisverleihung findet aus „organisatorischen Gründen“ nicht im Berliner Kesselhaus statt. Die Preise sollen „in einem kleineren Rahmen noch vor Ende des Jahres“ verliehen werden. Zu einer Preisverleihung kam es allerdings nicht, wobei keine Gründe genannt wurden. 

### 2024

#### Übersicht
Die Preisverleihung fand am 31. August in der Berliner Uber Eats Music Hall statt. Als Liveband traten Saltatio Mortis, Orden Ogan, Lordi und Future Palace auf. Die Nominierten wurden am 31. Juli 2024 bekannt gegeben. Moderiert wurde die Verleihung von Bülent Ceylan und Kate Kaputo.
- Best German: Helloween
- Best International: In Flames
- Best Album: Judas Priest – Invincible Shield
- Best Live: The Big Teutonic Four (Kreator, Sodom, Destruction, Tankard)
- Metal Anthem: Saltatio Mortis feat. Hansi Kürsch – Finsterwacht
- God of Riffs: Herman Li (DragonForce)
- The Voice of Metal: Udo Dirkschneider
- Rising Star: The Halo Effect
- Attitude: Orphaned Land
- Social Media Hero: Lacuna Coil
- Legend: Scorpions
- Maximum Metal: Peter Tägtgren

#### Nominierte
| Best German | God of Riffs | Social Media Heroes |
| --- | --- | --- |
| - Accept - Big Teutonia Four (Kreator / Sodom / Destruction / Tankard) - Dirkschneider / U.D.O. - Dora - Icebreaker - Helloween - Lord of the Lost - Orden Ogan - Powerwolf - Saltatio Mortis - Scorpions - Subway to Sally | - Marco Coti-Zelati (Lacuna Coil) - Axel Rudi Pell - Fredrik Thordendal (Meshuggah) - Gregor Mackintosh (Paradise Lost) - Herman Li (DragonForce) - Marcus Siepen (Blind Guardian) - Niclas Engelin (The Halo Effect) - Peter Tägtgren (Hypocrisy / Pain) - Sami Yli-Sirniö (Kreator) - Sascha Gerstner (Helloween) - Tom Naumann (Primal Fear) - Zakk Wylde | - Arch Enemy - Electric Callboy - Firetail - Ghost - Ghostkid - Infected Rain - Lacuna Coil - Lord of the Lost - Powerwolf - Sabaton - Saltatio Mortis - The Warning |
| Rising Stars | Best International | Voice of Metal |
| - April Art - Elvellon - Ghostkid - Imha Tarikat - Cannon Fever - Lorna Shore - Nestor - Svalbard - The Halo Effect - The Warning - Thronehammer - Warmen | - Arch Enemy - Bring Me the Horizon - Bruce Dickinson - Dark Tranquillity - Ghost - Hammerfall - In Flames - Judas Priest - Rotting Christ - Saxon - Sleep Token - Within Temptation | - Alissa White-Gluz (Arch Enemy) - Anders Fridén (In Flames) - Attila Dorn (Powerwolf) - Biff Byford (Saxon) - Cristina Scabbia (Lacuna Coil) - Elina Siirala (Leaves’ Eyes) - Hannes Braun (Kissin’ Dynamite) - Hansi Kürsch (Blind Guardian) - Nick Holmes (Paradise Lost) - Ralf Scheepers (Primal Fear) - Tom S. Englund (Evergrey) - Udo Dirkschneider (U.D.O.) |
| Best Album | Beste Live | Legend |
| - Axel Rudi Pell – Risen Symbol - Borknagar – Fall - Green Lung – This Heathen Land - Ihsahn – Ihsahn - Judas Priest – Invincible Shield - Kissin’ Dynamite – Back with a Bang - Primal Fear – Code Red - Saltatio Mortis – Finsterwacht - Soen – Memorial - Subway to Sally – Himmelfahrt - Thronehammer – Kingslayer                                            | - Arch Enemy - AC/DC - Big Teutonic Four (Kreator / Sodom / Destruction / Tankard) - Blind Guardian - Dark Tranquillity - DragonForce - Ghost - Heavysaurus - In Flames - Meshuggah - Metallica - Pantera | - Blind Guardian - Hammerfall - Helloween - Holy Moses - Ihsahn - Kerry King - Kiss - Kreator - Obituary - Saxon - Scorpions - Tom G. Warrior |
| Metal Anthem | Attitude | |
| - Apocalyptica – One - Borknagar – Summits - Dark Tranquillity – Unforgivable - Dool – Venus in Flames - Judas Priest – Panic Attack - Kissin’ Dynamite – My Monster - Pain – Push the Pusher - Primal Fear – Code Red - Saltatio Mortis feat. Hansi Kürsch – Finsterwacht - Saxon – Hell, Fire and Damnation - U.D.O. – Touchdown - Warmen – Hell on Four Wheels | - Battle Beast - Dool - Heaven Shall Burn - Kissin’ Dynamite - Marko Hietala - Orphaned Land - Rock in Rautheim - Svalbard - Wacken Open Air - Within Tempation | |